# Thần Trì
Thần Trì (chữ Hán giản thể: 神池县, âm Hán Việt: Thần Trì huyện) là một huyện thuộc địa cấp thị Hãn Châu, tỉnh Sơn Tây, Cộng hòa Nhân dân Trung Hoa. Huyện Thần Trì có diện tích 1456 km², dân số năm 2003 là 100.000 người. Huyện Thần Trì có 3 trấn và 12 hương.
- Trấn: Thành Quan, Nghĩa Tỉnh, Bát Giác
- Hương: Ôn Lĩnh, Đông Hồ, Thái Bình Trang, Hổ Ty, Giá Chức, Hàn Gia Oa, Trường Chẩn, Hồng Nhai, Liệt Bảo, Mã Phường, Đại Nghiêm Bị, Tiểu Trại.